# Aechmea maculata
Aechmea maculata är en gräsväxtart som beskrevs av Lyman Bradford Smith. Aechmea maculata ingår i släktet Aechmea och familjen Bromeliaceae. Inga underarter finns listade i Catalogue of Life.

## Bildgalleri

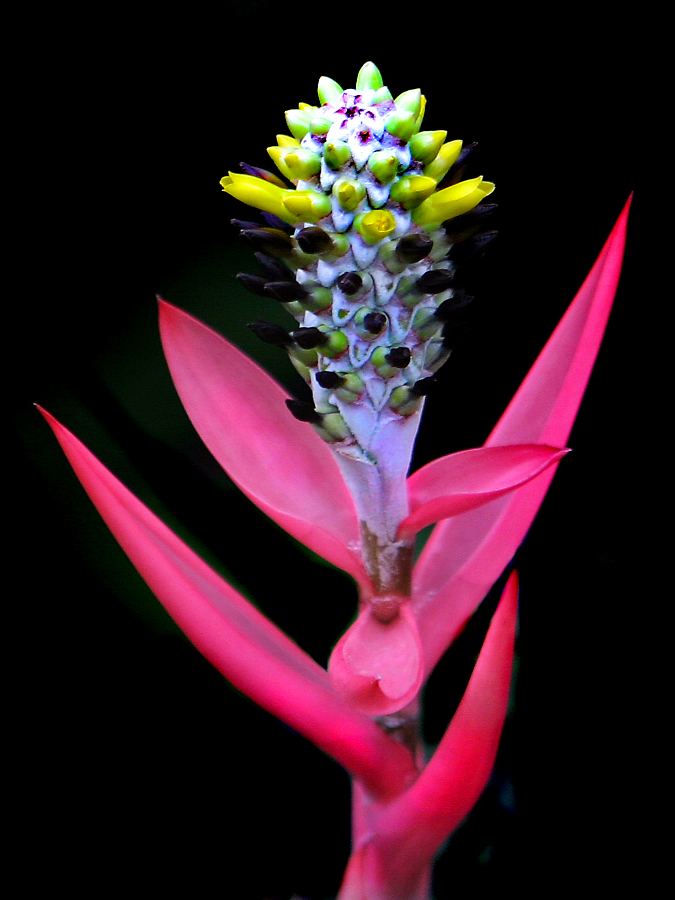